# Adrienne Frost
Adrienne Frost es una supervillana ficticia que aparece en los cómics estadounidenses publicados por Marvel Comics. El personaje aparece en historias ambientadas en el Universo Marvel, comúnmente en asociación con los X-Men. Ella es la hermana mayor de Emma Frost y Cordelia Frost.

## Historial de publicaciones
Adrienne Frost apareció por primera vez en la Generación X # 48 (febrero de 1999). Este número fue escrito por Jay Faerber y dibujadao por Terry Dodson.

## Biografía del personaje ficticio

### Primeros años
Adrienne fue la primera hija nacida de Hazel y Winston Frost. Sus hermanos Christian, Emma y Cordelia la siguieron. La casa Frost no era de amor y bondad, sino de juegos mentales y control. Adrienne se estableció como la "niña perfecta" y era la favorita de su padre frío y sin emociones, con la esperanza de ganar su favor y heredar la fortuna de la familia Frost.
Adrienne era una fanática del poder y mostraba poco remordimiento o emoción cuando lastimaba a sus hermanos tanto emocional como físicamente. A una edad temprana, Adrienne descubrió su capacidad mutante de psicometría: la capacidad de tocar un objeto y conocer instantáneamente la historia del objeto en términos de eventos que rodean a sus propietarios pasados, presentes y futuros. Su poder le reveló lo que siempre había sabido: Winston, su padre tenía pocas intenciones de dividir su fortuna entre todos sus hijos. En cambio, planeaba elegir al niño que percibía como capaz de guiar a su empresa hacia un estado de crecimiento y prosperidad.
Esto simplemente reforzó sus creencias originales y se volvió fría y distante del mundo, las únicas personas que valían la pena eran aquellas que podía manipular en su juego de poder de ajedrez. Su poder le permitió convertirse en una estudiante 'A' y sobresalir en todos sus esfuerzos, continuando ganándose el favor de su padre. Sin embargo, la rebelión de Emma contra su padre llevó a Winston a desarrollar un nuevo y profundo interés en ella. Para desmoralizarla, Adrienne reveló a Christian, a quien Emma era la más cercana, y puso en marcha los acontecimientos que llevaron a su intento de suicidio. También expuso el beso de Emma con su maestro Ian Kendall, lo que resultó en que lo despidieran. Como represalia, Emma sorprendió a su hermana al exponer la carrera secreta de modelaje de Adrienne, que su padre desaprobaba.
A pesar de sus planes, Adrienne no tenía control sobre el hecho de que su padre veía a Emma como él cuando era joven. Confiada, Adrienne se reunió con sus hermanos para que su padre revelara quién guiaría sus finanzas en el próximo milenio. Creyendo ser la principal candidata, Adrienne se sorprendió cuando su padre eligió a Emma como su heredera. Sin embargo, cansada de las manipulaciones de su padre, Emma decidió irse por su cuenta, dejando a Adrienne como la segunda opción.
Adrienne continuó viviendo bajo su padre, a veces incluso sufriendo su abuso físico. Ella continuó resentida con Emma y su padre, llegando incluso a lanzar a los medios un video de rescate de Emma que había sido enviado a su padre. Winston, habiendo repudiado a Emma, deseaba ignorar el video, pero las acciones de Adrienne lo pusieron a la vista del público.
Después de esto, se desconoce qué pasó con sus padres. Adrienne asumió el control de Empresas Frost, usando sus poderes para aumentar su riqueza y poder. Eventualmente se casó, pero con frecuencia chocó con su esposo, Steven. Adrienne lo mató por sorpresa, usando una katana porque la había cruzado de alguna manera.

### Directora de Generación-X y Venganza
Emma se acercó a Adrienne buscando pedir dinero prestado después de que su Academia de Massachusetts se hubiera endeudado. Aunque Adrienne rechazó inicialmente a Emma debido a la historia que compartían, terminó aceptando su oferta después de usar sus poderes para saber que la academia era secretamente el hogar de la Generación X. Adrianne se convirtió en codirectora de la Academia de Massachusetts y convenció a su hermana de volver a abrir la escuela al público para recaudar los fondos necesarios para mantener la escuela abierta. Como resultado del nuevo cuerpo humano de estudiantes, la Generación-X se vio obligada a usar uniformes que ocultaban sus identidades. También le dio a la Generación X tareas nuevas y a veces cuestionables, poniéndolas en peligro intencionalmente. La primera de estas tareas fue recuperar la espada de Madripoor que había usado para matar a su esposo. Sus verdaderas intenciones de aceptar la oferta de Emma entonces surgieron. Usando una combinación de sus poderes y la Sala de Peligro, atrapó a la Generación X en una simulación recreando la desaparición de los estudiantes de Emma, los Hellions, a manos de Trevor Fitzroy. Esperaba ver que se Emma se volviera loca al ver morir a otro de sus grupos de estudiantes. Mientras Emma y la Generación X pudieron escapar de esta ilusión, Adrienne, que ahora se hacía llamar la nueva Reina Blanca, escapó usando un dispositivo de teletransportación oculto como un collar alrededor de su cuello.
Adrienne fue a Londres donde malversó con éxito millones de la sucursal londinense del Club Fuego Infernal. Luego comenzó a planear su venganza contra Emma al regresar a la escuela, exigiendo que fuera reincorporada como directora o expondría la escuela como un santuario mutante. Reveló, de todas maneras, a los estudiantes mutantes de la escuela, iniciando disturbios entre estudiantes humanos, y luego plantó bombas en la escuela destinadas a matar la mayor cantidad posible de estudiantes, un complot que solo fue frustrado por el sacrificio de Synch, quien murió con las explosiones.
Más tarde, Emma se enfrentó a Adrienne, quien dejó en claro que tenía la intención de intensificar la violencia y poner en peligro a más estudiantes. Reconociendo que sus poderes no funcionaban en Adrienne, Emma le disparó en el pecho. Emma luego ocultó a sus estudiantes la muerte de Adrienne, llegando incluso a borrar psíquicamente a un policía investigador. Emma luego heredó la fortuna de Adrienne y Empresas Frost. El descubrimiento del asesinato de Adrienne a manos de Emma hizo que la Generación X ya no confiara en Emma.

### Póstumo
Adrienne apareció una vez más, como la ilusión mental de su hermana Emma, que estaba teniendo emociones contradictorias por haberla matado. Al final, sin embargo, Emma se dio cuenta de que no lamentaba haber matado a Adrienne, solo lamentaba no haberla matado antes de que ponga en peligro a sus alumnos.

## Poderes y habilidades
Adrienne tenía la habilidad mutante de la psicometría. Podía tocar un objeto y conocer instantáneamente muchos eventos de la historia de ese objeto, sus propietarios anteriores tanto como posibles eventos futuros de ese objeto y sus propietarios futuros. Este poder le permitió reunir información que de otro modo sería privada y que usó para dirigir la investigación, extorsión y espionaje.
Adrienne también era completamente inmune a la telepatía de su hermana Emma. También era una mujer de negocios excepcionalmente hábil e inteligente y manipuladora experta.